# Calling the Wild
Calling the Wild è il settimo album della cantante heavy metal tedesca Doro, pubblicato il 1º settembre 2000 in Germania e il 12 dello stesso mese in America, in due versioni diverse. La versione americana presenta una track-list differente e contiene alcuni brani dal precedente album Love Me In Black. 
Al disco collaborarono diversi musicisti famosi, come Lemmy Kilmister, che compose un brano, Slash e Al Pitrelli dei Savatage.
Dopo la pubblicazione del disco, Doro intraprese un tour di successo negli Stati Uniti, come supporto dei Dio.
È il primo album a uscire sotto l'etichetta SPV/Steamhammer, nonché il primo dai tempi di Doro ad essere pubblicato anche negli Stati Uniti.
L'album raggiunse la posizione nº 16 in Germania.

## Tracce

### Edizione europea
1. Kiss Me Like a Cobra – 3:18 (Jürgen Engler/Doro Pesch/Chris Lietz)
2. Dedication (I Give My Blood) – 3:54 (Engler/Pesch/Lietz)
3. Burn It Up – 2:45 (Engler/Pesch/Lietz)
4. Give Me a Reason – 4:19 (Andreas Bruhn/Pesch)
5. Who You Love – 3:51 (Pesch/Gary Scruggs)
6. Scarred – 4:39 (Jimmy Harry/Pesch)
7. Ich Will Alles – 2:26 (Pesch)
8. White Wedding (cover di Billy Idol) – 4:38 (William Broad/Steve Stevens)
9. I Wanna Live – 2:42 (Harry/Pesch)
10. Love Me Forever (Cover dei Motörhead) – 5:15 (Lemmy Kilmister/Michael Burston/Phil Campbell/Phil Taylor)
11. Fuel – 3:50 (Bruhn/Pesch)
12. Constant Danger – 3:39 (Pesch/Scruggs)
13. Black Rose – 3:43 (Pesch/Scruggs)
14. Now or Never (Hope in the Darkest Hour) – 3:51 (Bruhn/Pesch)
15. Danke – 2:57 (Pesch/Henri Staroste)
16. Alone Again (Limited edition bonus track) – 4:20 (Lemmy Kilmister)
17. I Want More (Limited edition bonus track) – 2:26 (Pesch)

### Edizione americana
1. Terrorvision – 2:41 (Harry/Pesch)
2. I Give My Blood (Dedication) – 3:54 (Engler/Pesch/Lietz)
3. White Wedding – 4:38 (William Broad/Steve Stevens)
4. I Wanna Live – 2:42 (Harry/Pesch)
5. Kiss Me Like a Cobra – 3:24 (Jürgen Engler/Doro Pesch/Chris Lietz)
6. Love Me Forever – 5:18 (Kilmister/Burston/Campbell/Taylor)
7. Pain – 4:10 (Engler/Pesch/Lietz)
8. Give Me a Reason – 4:21 (Andreas Bruhn/Pesch)
9. Fuel – 3:42 (Bruhn/Pesch)
10. Scarred – 3:52 (Jimmy Harry/Pesch)
11. Now or Never – 4:40 (Bruhn/Pesch)
12. Alone Again – 3:53 (Lemmy Kilmister)
13. Constant Danger – 4:22 (Pesch/Scruggs)
14. Burn It Up – 2:54 (Engler/Pesch/Lietz)

### CD bonus (edizione digipack 2009)
1. "Alone Again"
2. "I Want More"
3. "Rip Me Apart"
4. "I Adore You"
5. "Burn It Up (Thunder Mix)"
6. "Burn It Up (Lightning Mix)"
7. "Burn It Up (Burning Mix)"
8. "Burn It Up (Burning Hot Mix)"
9. "Burn It Up (Lightning Strikes Again Mix)"
10. "Ich Will Alles"(versione acustica)
11. "Burn It Up"(versione acustica)

## Formazione
- Doro Pesch - voce

### Tracce 1, 2, 3, 5 (EU) - 1, 2, 5, 7, 14 (US)
- Jürgen Engler – chitarre, tastiere, basso, produzione
- Thomas Franke – batteria
- Chris Lietz – tastiere, produzione
- Mario Parillo – chitarra solista
- Al Pitrelli – chitarra solista in "Dedication"

### Tracce 8 (EU) - 3 (US)
- Jürgen Engler – basso, produzione
- Thomas Franke – batteria
- Steve Stevens – chitarra

### Tracce 6, 9, 12 (EU) - 4, 10, 13 (US)
- Jimmy Harry – chitarre, tastiere, basso, produzione

### Tracce 10, 16 (EU) - 6, 12 (US)
- Lemmy Kilmister – voce, basso, chitarra acustica, produzione
- Bob Kulick – chitarre, produzione
- Eric Singer – batteria
- Joe Taylor – chitarre

### Tracce 4, 11 (EU) - 8, 9 (US)
- Michi Besler – drums
- Andreas Bruhn – guitars, bass, keyboards, producer, engineer, mixing

### Traccia 14 (EU) - 11 (US)
- Nick Douglas – basso
- Jürgen Engler – chitarre
- Thomas Franke – batteria
- Mario Parillo – chitarra ritmica
- Slash – chitarra solista